# Menandre de Laodicea (retòric)
Menandre (en grec antic: Μένανδρος, llatí: Menander) va ser un gramàtic i retòric grec, natural de Laodicea del Licos, que va viure cap al segle iii o segle iv.
És l'autor a qui la tradició manuscrita atribueix l'autoria de dos tractats conservats sobre retòrica. Segons l'opinió dels autors moderns, els dos tractats no poden ser obra del mateix autor, però no hi ha consens sobre la seva autoria; en general, hom pensa que, pel cap baix, un d'aquests tractats ha de ser obra de Menandre.